# 秦岭金星蕨
秦岭金星蕨（学名：Parathelypteris quinlingensis），为金星蕨科金星蕨属下的一个植物种。